# Galloatherix incompletus
Galloatherix incompletus (лат.) — ископаемый вид двукрылых насекомых из семейства Athericidae. Обнаружены в меловых янтарях Западной Европы (около 100 млн лет; поздний альбский ярус — ранний сеноманский ярус): Франция (0,8 км восточнее Archingeay, Charente-Maritime).

## Описание
Мелкие двукрылые насекомые, размер крыла 2,47×1,19 мм. Крыло с жилкой R2+3 изогнута кзади и оканчивается почти у R1; базальная ячейка br длиннее ячейки bm.
Первый ископаемый представитель семейства Athericidae в меловом янтаре и только 8-й их мезозойский вид.
Вид был впервые описан в 2014 году французским палеоэнтомологом Андре Нелем (André Nel, Muséum National d’Histoire Naturelle, Париж, Франция) и его коллегами (Gaël De Ploëg & Vincent Perrichot) по крылу, сохранившемуся в куске янтаря размером 19,5 × 8,5 × 3,8 мм. Название рода Galloatherix происходит от древнего латинского именования Франции (Gallia, Галлия) и типового рода семейства (Atherix).